# Tập đoàn Hòa Phát
Tập đoàn Hòa Phát là một tập đoàn tư nhân tại Việt Nam. Khởi đầu từ công ty buôn bán máy móc xây dựng, hiện tại Hòa Phát đã trở thành một tập đoàn kinh doanh đa ngành nghề.

## Khái lược
Hòa Phát là Tập đoàn sản xuất công nghiệp hàng đầu Việt Nam. Khởi đầu từ một Công ty chuyên buôn bán các loại máy xây dựng từ tháng 8/1992, Hòa Phát lần lượt mở rộng sang các lĩnh vực khác như Nội thất, ống thép, thép xây dựng, điện lạnh, bất động sản và nông nghiệp. Ngày 15/11/2007, Hòa Phát chính thức niêm yết cổ phiếu trên thị trường chứng khoán Việt Nam với mã chứng khoán HPG.
Hiện nay, Tập đoàn hoạt động trong 05 lĩnh vực: Gang thép (thép xây dựng, thép cuộn cán nóng) - Sản phẩm thép (gồm Ống thép, tôn mạ, thép rút dây, thép dự ứng lực) - Nông nghiệp - Bất động sản – Điện máy gia dụng. Sản xuất thép là lĩnh vực cốt lõi chiếm tỷ trọng 90% doanh thu và lợi nhuận toàn Tập đoàn. Với công suất 8.5 triệu tấn thép thô/năm, Hòa Phát là doanh nghiệp sản xuất thép lớn nhất khu vực Đông Nam Á.
Tập đoàn Hòa Phát giữ thị phần số 1 Việt Nam về thép xây dựng, ống thép và thịt bò Úc. Hiện nay, Tập đoàn Hòa Phát nằm trong Top 10 doanh nghiệp tư nhân lớn nhất Việt Nam, Top 10 DN lợi nhuận tốt nhất, Top 5 DN niêm yết có vốn điều lệ lớn nhất thị trường chứng khoán Việt Nam. Vốn hóa thị trường của HPG đạt 11 tỷ đô la Mỹ, nằm trong top 15 công ty thép có mức vốn hóa lớn nhất trong ngành thép thế giới.
Với triết lý kinh doanh "Hòa hợp cùng phát triển", Hòa Phát dành ngân sách hàng trăm tỷ đồng mỗi năm để thực hiện trách nhiệm xã hội của doanh nghiệp với cộng đồng.

## Lịch sử
Thành lập năm 1995, Hòa Phát thuộc nhóm các công ty tư nhân đầu tiên thành lập sau khi Luật doanh nghiệp Việt Nam được ban hành. Hiện nay, tập đoàn có hệ thống sản xuất với hàng chục nhà máy và mạng lưới đại lý phân phối sản phẩm trên toàn lãnh thổ Việt Nam. Tính đến năm 2022, Tập đoàn Hòa Phát có hơn 30.000 CBCNV, quy mô hoạt động trải rộng trên khắp cả nước, có một văn phòng đại diện tại Singapore và Australia.
- Năm 1992: Thành lập Công ty TNHH Thiết bị Phụ tùng Hòa Phát – Công ty đầu tiên mang thương hiệu Hòa Phát.
- Năm 1995: Thành lập Công ty CP Nội thất Hòa Phát
- Năm 1996: Thành lập Công ty TNHH Ống thép Hòa Phát
- Năm 2000: Thành lập Công ty CP Thép Hòa Phát, nay là Công ty TNHH Thép Hòa Phát Hưng Yên
- T7 - 2001: Thành lập Công ty TNHH Điện lạnh Hòa Phát
- T9 - 2001: Thành lập Công ty CP Xây dựng và Phát triển Đô thị Hòa Phát
- Năm 2004: Thành lập Công ty TNHH Thương mại Hòa Phát
- T1 - 2007: Tái cấu trúc theo mô hình Tập đoàn, với Công ty mẹ là Công ty CP Tập đoàn Hòa Phát và các Công ty thành viên
- T8 - 2007: Thành lập Công ty CP Thép Hòa Phát Hải Dương, triển khai Khu liên hợp sản xuất gang thép tại Kinh Môn, Hải Dương
- 15/11/2007: Niêm yết cổ phiếu mã HPG trên thị trường chứng khoán Việt Nam
- T6 - 2009: Công ty CP Đầu tư khoáng sản An Thông trở thành Công ty thành viên Hòa Phát
- T12 - 2009: Khu Liên hợp Gang thép Hòa Phát hoàn thành đầu tư giai đoạn 1
- 2011: Cấu trúc mô hình hoạt động Công ty mẹ với việc tách mảng sản xuất và kinh doanh thép
- 2012: Hòa Phát tròn 20 năm hình thành và phát triển, đón nhận Huân chương Lao động Hạng Ba của Chủ tịch nước
- 2013: Khu Liên hợp Gang thép Hòa Phát hoàn thành đầu tư giai đoạn 2, nâng tổng công suất thép Hòa Phát lên 1,15 triệu tấn/năm
- 2015: Ra mắt Công ty TNHH MTV Thương mại và sản xuất thức ăn chăn nuôi Hòa Phát nay là Công ty TNHH Thức ăn chăn nuôi Hòa Phát Hưng Yên, đánh dấu bước phát triển mới trong lịch sử Tập đoàn khi đầu tư vào lĩnh vực nông nghiệp
- T2 - 2016: Thành lập Công ty CP Phát triển Nông nghiệp Hòa Phát
- T2 - 2016: Hoàn thành đầu tư Giai đoạn 3 – Khu liên hợp gang thép Hòa Phát , nâng công suất thép xây dựng Hòa Phát lên 2 triệu tấn/năm
- T4 - 2016: Thành lập Công ty TNHH Tôn Hòa Phát, bắt đầu triển khai dự án Tôn mạ màu, tôn mạ kẽm, mạ lạnh các loại công suất 400.000 tấn/năm
- T2 - 2017: Thành lập Công ty CP Thép Hòa Phát Dung Quất, triển khai Khu Liên hợp Gang thép Hòa Phát Dung Quất tại tỉnh Quảng Ngãi, quy mô 4 triệu tấn/năm với tổng vốn đầu tư 52.000 tỷ đồng, đánh dấu bước ngoặt phát triển mới của Tập đoàn Hòa Phát
- T9 - 2019: Công ty TNHH Thiết bị Phụ tùng Hòa Phát chính thức đổi tên Công ty thành Công ty TNHH Chế tạo kim loại Hòa Phát
- T11 - 2020: Tập đoàn Hòa Phát bắt đầu cung cấp sản phẩm thép cuộn cán nóng thương mại ra thị trường. Sản phẩm giúp tối ưu hệ sinh thái thép Hòa Phát
- T12 - 2020: Tập đoàn Hòa Phát tái cơ cấu mô hình hoạt động với việc ra đời các Tổng công ty phụ trách từng lĩnh vực hoạt động của Tập đoàn. Theo đó, 4 Tổng Công ty trực thuộc tập đoàn đã được thành lập, bao gồm: Tổng Công ty Gang thép, Tổng Công ty Sản phẩm Thép, Tổng Công ty Bất động sản, Tổng Công ty Nông nghiệp
- 2021: Tập đoàn quyết định thành lập thêm Tổng Công ty Điện máy gia dụng Hòa Phát với lĩnh vực hoạt động: Đầu tư, sản xuất, kinh doanh các sản phẩm điện máy - gia dụng

## Các công ty trực thuộc
- Công ty mẹ: Công ty cổ phần tập đoàn Hòa Phát
- Công ty Cổ phần Thép Hòa Phát Hải Dương
- Công ty Cổ phần Thép Hòa Phát Dung Quất
- Công ty TNHH Thép Hòa Phát Hưng Yên
- Công ty TNHH Ống thép Hòa Phát
- Công ty TNHH Tôn Hòa Phát
- Công ty Cổ phần Đầu tư khoáng sản An Thông
- Công ty CP Nội thất Hòa Phát
- Công ty CP Vận tải Hòa Phát
- Công ty TNHH Thiết bị Phụ tùng Hòa Phát
- Công ty TNHH Điện lạnh Hòa Phát
- Công ty Cổ phần Xây dựng và Phát triển Đô thị Hoà Phát
- Công ty CP Phát triển Nông nghiệp Hòa Phát

## Cổ đông
Nhóm cổ đông gia đình ông Trần Đình Long nắm cổ phiếu 35,02% vốn tại HPG (Trần Đình Long - Chủ tịch HPG 26,98%, vợ Vũ Thị Hiền 7,34%, Công ty TNHH Thương mại và Đầu tư Đại Phong của con là Trần Vũ Minh 0,05%) - đồng nghĩa với việc nắm giữ quyền phủ quyết của Tập đoàn.

## Bê bối

### Môi trường
- 7/2019, khi Công ty TNHH Điện lạnh Hòa Phát có hành vi xả nước thải có thông số môi trường vượt tiêu chuẩn.[3]
- Khu liên hợp gang thép Hòa Phát Dung Quất (Công ty CP thép Hòa Phát Dung Quất) nhiều lần bị phản ánh về việc xả thải gây ảnh hưởng môi trường dẫn đến dân cư khu vực nhiều lần biểu tình phản đối.[4][4]
- Công ty cổ phần thép Hòa Phát Hải Dương bị phản ánh về xả thải gây ô nhiễm môi trường[5] và từng nhiều lần bị xử phat.[6]
- Nhiều công ty chăn nuôi của Hòa Phát gây ô nhiễm môi trường[3] đã bị phản ánh và xử phạt như Công ty TNHH chăn nuôi Hòa Phát Quảng Bình (5/2018)[7], Công ty TNHH MTV Gia cầm Hòa Phát Phú Thọ (12/2018),[8][9] Công ty Chăn nuôi Hòa Phát Bắc Giang (4/2019)[10][11] Công ty TNHH chăn nuôi Thái Thụy (1/2021)[12], Công ty TNHH Chăn nuôi Sơn Động Bắc Giang (2019, 2/2023, 6/2023)[13]

### An toàn lao động
- 07/5/2018 vị trí Lò thổi 2 thuộc Nhà máy luyện Thép của công ty CP Thép Hòa Phát Hải Dương xảy ra tai nạn làm 3 công nhân tử vong.[6]
- 28/10/2020 sập kho chứa than tại Khu liên hợp sản xuất gang thép Hòa Phát Dung Quất  làm 3 người tử vong, trong năm 2020, tại đây đã xảy ra 4 vụ tai nạn lao động, khiến 6 người tử vong..[14]
- 4/9/2021 Tại Công ty CP thép Hòa Phát Hải Dương xảy ra tai nạn vận hành cẩu trục khiến 1 người thiệt mạng.[15]

### Hành chính
- Ngày 11/05/2022, Ủy ban Chứng khoán Nhà nước xử phạt Công ty cổ phần Tập đoàn Hòa Phát - HPG 125 triệu đồng vì vi phạm hành chính trong lĩnh vực chứng khoán và thị trường chứng khoán. Theo đó, HPG bị phạt tiền do không đảm bảo cơ cấu, số lượng thành viên Hội đồng quản trị độc lập.[16] Ngày 26/6/2024 tiếp tục bị xử phạt 112.5 triệu đồng với vi phạm tương tự.[17]
- Ngày 26/2/2024, Thanh tra Chính phủ vừa có Kết luận Thanh tra về công tác quản lý, sử dụng đất đai trong đó đã phát hiện hàng loạt vi phạm liên quan tại dự án do Công ty CP xây dựng và phát triển đô thị Hòa Phát - thành viên thuộc Tập đoàn Hòa Phát làm chủ đầu tư.[18]
- 5/2024, Sở Tài nguyên và Môi trường Quảng Ngãi chuyển hồ sơ sang Công an điều tra vụ Công ty CP Thép Hòa Phát Dung Quất thiếu quản lý để Công ty Lý Tuấn tự ý vận chuyển 167.300 m3 đá đi bán.[19]